# Caenoprosopidini
Tribu
Caenoprosopidini est une tribu d'abeilles cleptoparasites.

## Liste des genres
Selon ITIS (3 mai 2010) :
- genre Caenoprosopina  Roig-Alsina, 1987
- genre Caenoprosopis  Holmberg, 1886